# Muntele Yaala
Muntele Yaala (în ebraică:הר יעלה Har Yaalá) este un munte împădurit din Israel, la capătul de vest al lanțului  Nes Harim al Munților Ierusalimului, la sud de râul Nahal Sorek, la 4 km est de orașul Beit Shemesh. El se află lângă șoseaua 3866 care coboară dinspre Nes Harim la peștera Sorek. 
Se află la vest de Ierusalim, către regiunea Shefela, și sudul Șesului Litoralului. Are o înălțime de 645 metri,  (după unele surse 664 m sau 750 m  ), iar în vârful său se află un turn de observație. 

## Numele
Denumirea în ebraică - Yaalá - este cea folosită uneori pentru capra sălbatică (mai frecventă fiind yaél sau yaelá).

## Istorie
În trecut pe munte s-a aflat un cătun arab de 16 case numit Deir al Hawa (Mănăstirea Vântului).  Numele satului se datora, poate,faptului că era expus vânturilor dinspre apus.În timpul Războiului arabo-israelian din 1948-1949.  Deir Al Hawa a fost cucerit de brigada Harel a armatei israeliene la 21 octombrie 1948 în cadrul Operațiunii Muntele (Mivtza Hahar) care era menită să elibereze din mâinile egiptenilor accesul din sud spre Ierusalimul asediat. Satul a fost evacuat de locuitori  și distrus. 
După război s-a întemeiat acolo un tabără (maabara) de imigranți evrei din Kurdistan numită Yaala, dar ea a fost repede abandonată. Locuitorii ei s-au mutat în 1953 în moșavul Nes Harim. 

## Obiective turistice și monumente
- Turnul de observație Mitzpe Har Yaala folosit de pădurari, care examinează vara împrejurimile pentru a detecta incendii.[5]De pe culmea muntelui se poate admira panorama Munților Ierusalimului, dealurile din Shfela (Shfelat Yehuda), bazinul wadiului Nahal Sorek, orasul Beit Shemesh, iar departe, Șesul Litoralului, uneori, orașul Ashdod și chiar blocuri turn din Tel Aviv.[6][7]
- În zilele noastre muntele Yaala face parte din Parcul Independenței Statelor Unite (Park Atzmaut Artzot Habrit)  fiind cunoscut și ca Park Hamatayim  - Parcul celei de-a 200-a Aniversări a Independenței Statelor Unite. El a fost amenajat în 1975 de Fondul Național Evreiesc
- Pe povârnișul de nord-vest se află Peștera Sorek (Mearat Sorek) cu stalagmite, cunoscută și sub numele de Mearat Hanetifim sau Mearat Avshalom, dezvăluită în 1968.[8]
- Ruine ale cătunului Deir al Hawa - câteva ruine de case, garduri, grote, terase agricole, cu copaci - roșcovi și măslini -,  nișe săpate în stâncă.

Pe versanții muntelui se întâlnesc niște văi mici aflate pe niște trepte largi, care, în trecut, au servit pentru agricultură, datorită solurilor aluvionare care s-au acumulat în ele. Se crede că acest fenomen s-a datorat unor falii, fiind unic în Munții Iudeei. Iarna înfloresc  florile de ciclameni iar primăvara lalele, orhidee, flori de Limonium, de Ranunculus și de in.
- Moșavul Nes Harim - mai la est